# Tu–4
A Tu–4 (NATO-kódja: Bull) a Szovjetunióban a Tupoljev tervezőiroda (OKB–156) által kifejlesztett légcsavaros stratégiai bombázó repülőgép, amely az 1940-es évek végétől az 1960-as évek közepéig állt a Szovjet Légierő, valamint a Kínai Népi Felszabadító Hadsereg szolgálatában. A repülőgép az amerikai Boeing B–29 Superfortress másolata volt, és a Szovjetunióban kényszerleszállást végrehajtó gépek lefoglalásával és lemásolásával (reverse engineering) terveztek meg.

## Története
A második világháború vége felé a Szovjetunió úgy látta, hogy a nyugati szövetségesekéhez hasonló stratégiai bombázási képességre van szüksége. A szovjet VVS légierő a háború kezdetén a helyben tervezett Petljakov Pe–8 négymotoros „nehézgépet” állította szolgálatba, de a háború végére mindössze 93 darabot tudtak legyártani, és a típus hamar elavulttá vált. Az Egyesült Államok rendszeresen hajtott végre bombatámadásokat Japán ellen, távoli csendes-óceáni támaszpontokról, B–29 Superfortressek segítségével. Sztálin elrendelte egy hasonló bombázó kifejlesztését.
Az USA kétszer is megtagadta, hogy B–29-eseket szállítson a Szovjetuniónak a kölcsönbérleti törvény (Lend Lease) keretében. 1944-ben azonban négy alkalommal egyes B–29-esek kényszerleszállást hajtottak végre szovjet területen, és egy lezuhant, miután a személyzete elhagyni kényszerült. 1944-ben a szovjet-japán semlegességi paktum értelmében a szovjetek semlegesek voltak a csendes-óceáni háborúban, így a bombázókat internálták és a legénységükkel együtt az országban tartották. A szovjet semlegesség ellenére az USA követelte a bombázók visszaszolgáltatását, de ezt megtagadták. Három javítható B–29-est Moszkvába reptettek és a Tupoljev Tervezőirodának adták át őket. Az egyik B–29-est teljesen szétszerelték, a másodikat repülési tesztekre és kiképzésre használták, a harmadikat pedig meghagyták szabványnak, hogy referenciaként használják. A repülőgépek között volt egy Boeing-Wichita-5-BW, két Boeing-Wichita-15-BW és egy Boeing-Renton-1-BN roncsa is, ezek két különböző gyártósoron, Wichitában és Rentonban készültek. A négy közül csak az egyiknek volt szárnyjégtelenítője, ezeket a Tu–4-eseken is rendszeresítették. A szovjet-japán semlegesség végével a negyedik B–29-es a legénységével együtt visszakerült az Egyesült Államokba. A szovjetek két nappal a hirosimai atomtámadás után a jaltai egyezménynek megfelelően hadat üzentek Japánnak.
Sztálin utasította Tupoljevet, hogy a lehető legrövidebb időn belül másolja le a Superfortresst ahelyett, hogy a saját, hasonló ANT-64/Tu–10-esét folytatná. A technológia visszafejtésében 900 gyár és kutatóintézet vett részt, amelyek az első év során befejezték a tervezési munkát, és 105 000 tervrajz készült. A második év végére a szovjet iparnak húsz példányt kellett legyártania a repülőgépből, készen az állami átvételi próbákra.
A Szovjetunió a metrikus rendszert használta, ezért a B–29-es amerikai szabványoknak megfelelő vastagságú alumíniumlemezek nem álltak rendelkezésre. A metrikus méreteknek megfelelő fémek eltérő vastagságúak voltak, így a Szovjetuniónak új ötvözeteket és más anyagokat kellett gyártásba hoznia. A különbségek kompenzálására kiterjedt áttervezésre volt szükség, és a szovjet hivatalos szilárdsági szabványokat csökkenteni kellett a további áttervezés elkerülése érdekében. E kihívások ellenére a Tu–4 prototípusa csak 340 kg-mal volt nehezebb a B–29-esnél, ami kevesebb mint 1%-os különbség.
A mérnökökre és az alkatrész-beszállítókra Tupoljev, Sztálin és a kormány felől is nagy nyomás nehezedett, hogy a gyártás megkönnyítése érdekében az eredeti B–29-es pontos klónját hozzák létre. Tupoljevnek jelentős ellenállást kellett legyőznie, hogy olyan berendezéseket is használhasson, amelyek nemcsak hogy már gyártásban voltak, de néha még jobbak is voltak, mint az eredetileg a B–29-eseken találhatóak. Minden egyes módosítást és minden egyes elkészített alkatrészt alaposan megvizsgáltak, és hosszadalmas bürokratikus döntési folyamatnak vetették alá. Kerber, Tupoljev akkori helyettese emlékirataiban felidézte, hogy a mérnököknek egy magas rangú tábornok engedélyére volt szükségük ahhoz, hogy szovjet gyártmányú ejtőernyőket használhassanak. Az eltérések a már említett alumíniumlemezekre, a motorokra, a védelmi fegyverekre, a rádióra (az internált B–29-esekben a rádió helyett egy későbbi, a kölcsönbérelt B–25-ösökben használt modellt használtak) és a barát-ellenség azonosító rendszerre (IFF) korlátozódtak, mivel az amerikai IFF nyilvánvalóan alkalmatlan volt szovjet használatra.
A szovjet Svecov AS–73-as hajtómű a Wright R–1820-as továbbfejlesztése volt, de egyébként nem állt rokonságban a B–29-es Wright R–3350-esével. Az AS–73-as hajtotta az Aeroflot néhány megmaradt és elavult Petljakov Pe–8-as repülőgépét is, ennek a korábbi négyhajtóműves szovjet nehézbombázónak gyártását magasabb prioritású programok miatt leállították. A B–29-es távvezérlésű lövegtornyait áttervezték a szovjet Nudelman NSZ-23-as típusú, nagyobb tűzerejű és hatótávolságú 23 mm-es gépágyú befogadására. További változtatásokat hajtottak végre a tesztek során felmerült, a hajtóművek és légcsavarok meghibásodásával kapcsolatos problémák miatt, és a repülőgép teljes szolgálati ideje alatt eszközöltek kisebb változtatásokat.
A Tu–4-es 1947. május 19-én szállt fel először, a berepülést Nyikolaj Ribko tesztpilóta végezte. A sorozatgyártás azonnal megkezdődött, és a típus 1949-re szolgálatba állt. A repülőgépet először 1947. augusztus 3-án mutatták be egy átrepülés során a tusinói légiparádén. Először három repülőgép repült át, és a nyugati megfigyelők azt feltételezték, hogy ezek csupán a B–29-es bombázógépek, amelyekről tudták, hogy a második világháború óta a Szovjetunióban vannak. Percekkel később egy negyedik repülőgép is megjelent, és a megfigyelők ekkor rájöttek, hogy a szovjetek sikeresen lemásolták a B–29-est.
A Tu–4-es hadrendbe állítása pánikba ejtette az amerikai légierőt, mivel a repülőgép elegendő hatótávolsággal rendelkezett ahhoz, hogy Chicagót vagy Los Angelest egyirányú bevetéssel megtámadja, és ez befolyásolhatta az amerikai és brit légierő által 1948-ban végrehajtott manővereket és légiharc-gyakorlatokat, amelyekben B–29-es flották vettek részt. A teszteket a RAF Central Fighter Establishment és az együttműködő amerikai B–29-es csoportok végezték, és a B–29/Tu–4 típusú bombázók elleni ajánlott támadási módszerek bemutatására irányultak a RAF Gloster Meteor és de Havilland Vampire típusú sugárhajtású vadászgépeivel. A művelet tapasztalataiból oktatófilmet készítettek, hogy felkészítsék a pilótákat a típus elleni esetleges légiharcra. A szovjetek négy különböző légi utántöltő rendszert fejlesztettek ki a bombázó hatótávolságának megnövelésére, de ezeket csak néhány repülőgépre szerelték fel, és a végleges kialakításúakból csak kevés darabot szereltek fel az üzemképes repülőgépekre, mielőtt a Tu–4-et felváltotta volna a modernebb sugárhajtású Tu–16-os.

## Fennmaradt példányok
A nagy gyártási darabszám ellenére a típusból mindössze 3 példány maradt fenn, ezek közül 2 Kínában, 1 pedig Oroszországban került kiállításra az ország legfőbb repülőmúzeumába.
Tu–4 4114 (c/n 2805601), ex-KJ–1 AEWC, „4114”
A Kínai Repülési Múzeumban állították ki Peking Csangping körzetében
Tu–4 4134 (c/n 2205008), „4134”
A Kínai Repülési Múzeumban állították ki Peking Csangping körzetében
Tu–4 (c/n 2805103), „01”
Az Orosz Légierő központi Múzeumában, Moninóban állították ki

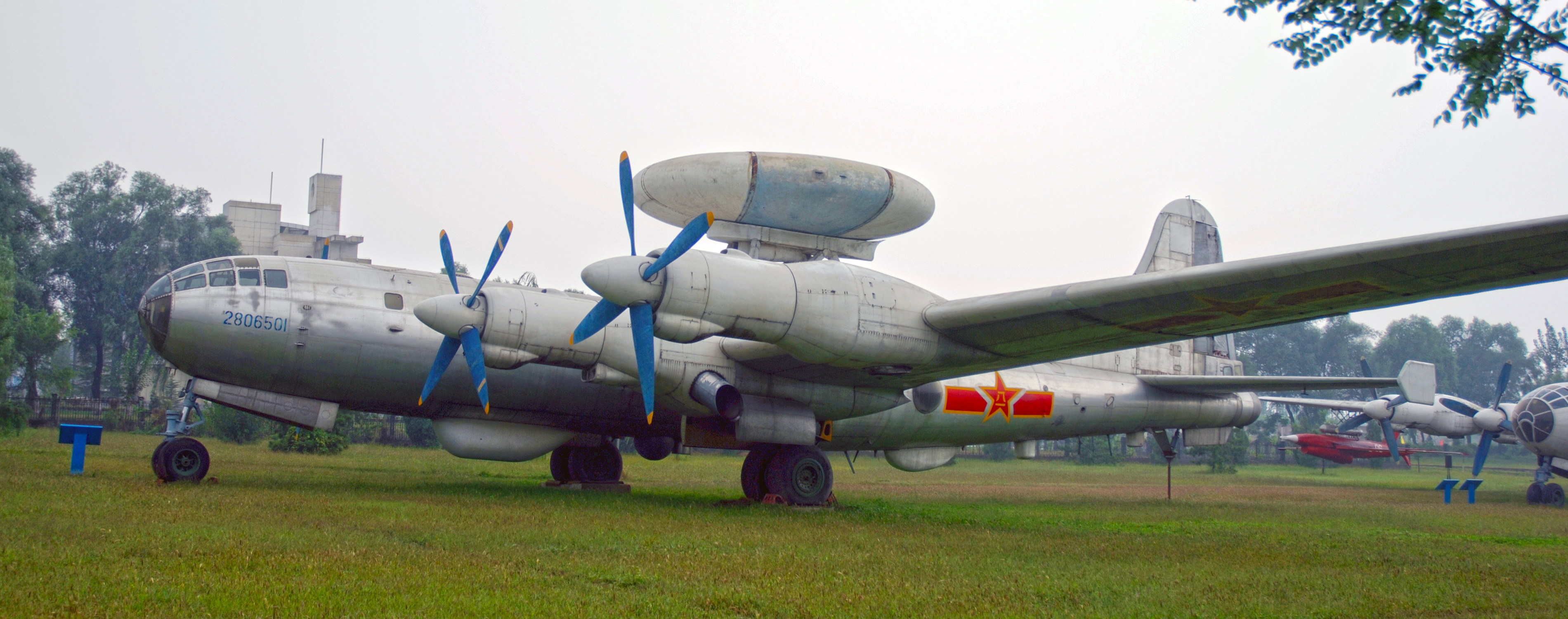
A kínai KJ–1
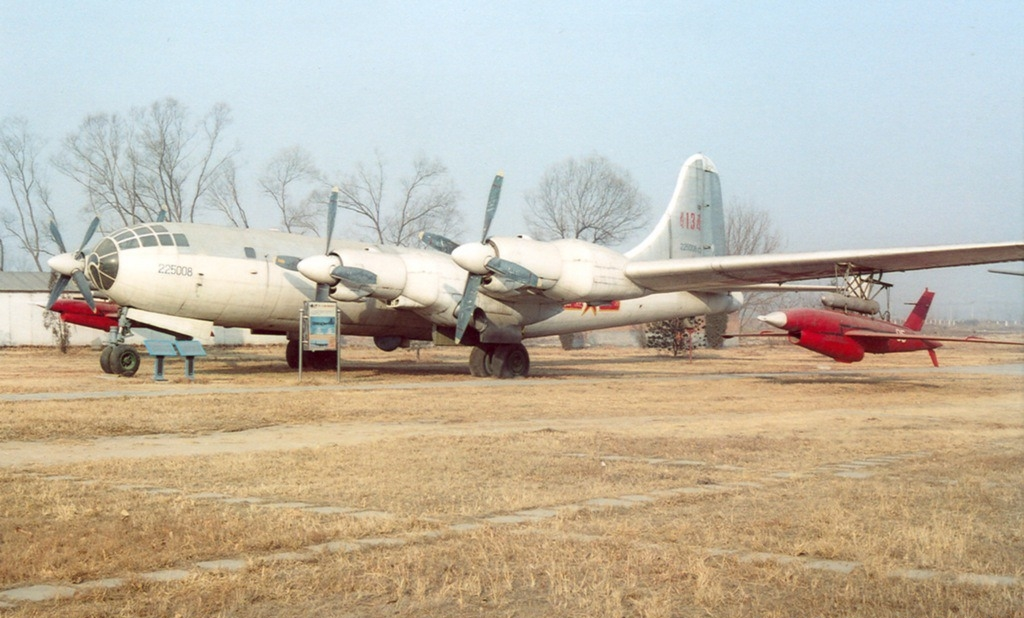
A kínai Tu–4
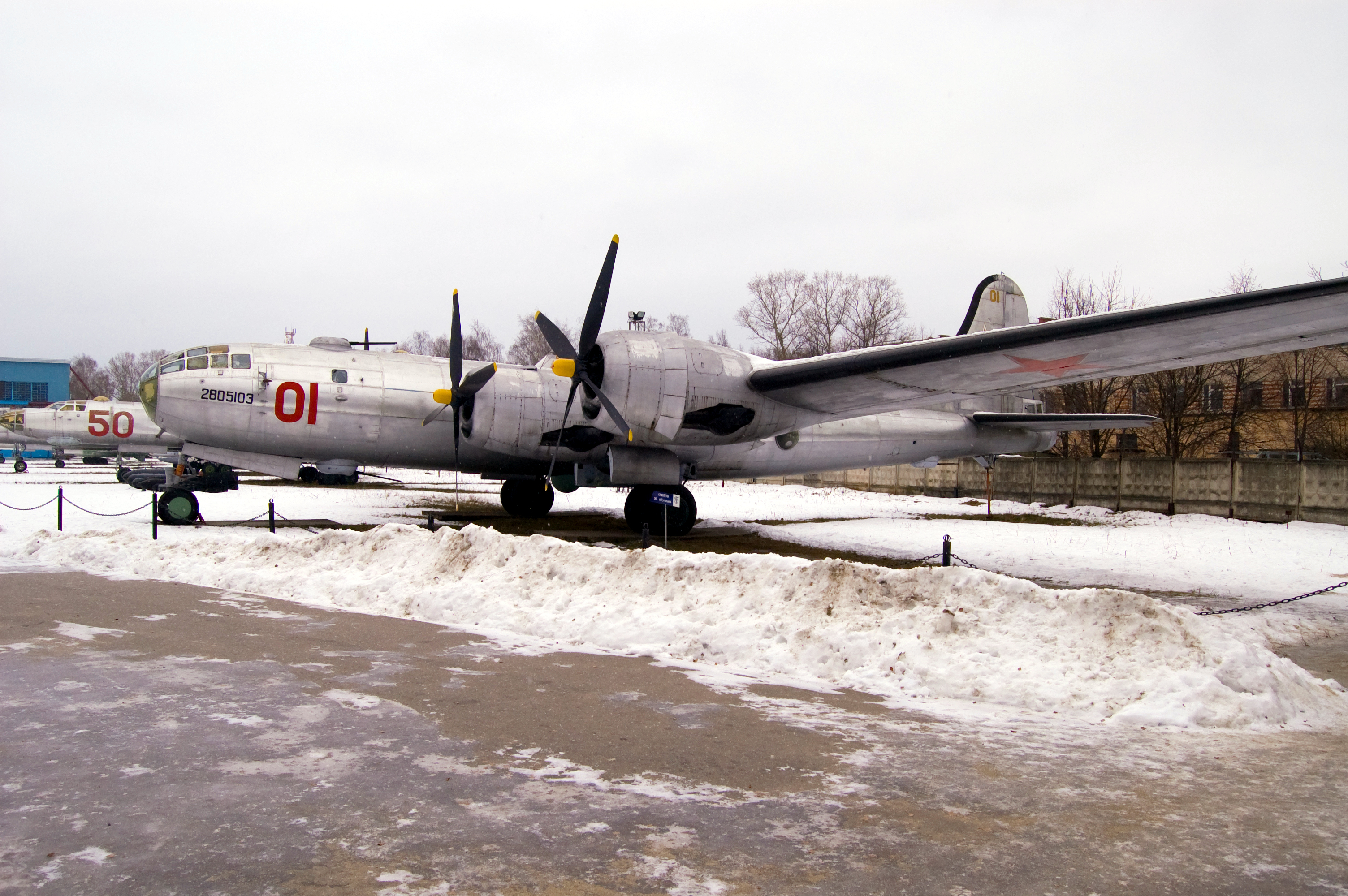
Az orosz Tu–4

## Műszaki adatok
Általános jellemzők
- Legénység: 11 fő
- Hossz: 30,18 m
- Szárnyfesztávolság: 43,05 m
- Magasság: 8,46 m
- Szárnyfelület: 161,7 m2
- Szárny oldalaránya: 11,5
- Üres szerkezeti tömeg: 36 850 kg
- Bruttó tömeg: 47 850 kg
- Maximális felszállótömeg: 55 600 kg - 63 600 kg
- Hajtómű: 4 × Szvecsov ASZ-73TK 18 hengeres, léghűtéses, dugattyús csillagmotorok, egyenként 1790 kW (2400 LE) teljesítményűek.
- Légcsavarok: A3-A3 vagy V3B-A5, 5,06 m átmérővel

Repülési jellemzők
- Maximális sebesség: 558 km/h 10 250 m-es magasságban.
- Hatótávolság: 5400 km 3000 m-es magasságban 63 600 kg felszállótömeggel, beleértve a 3000 kg bombát és 10% üzemanyag-tartalékot.

- Üzemeltetési magasság: 11 200 m
- Emelkedési sebesség: 4,6 m/s 1000 m magasságban.
- Emelkedési idő: 5000 m-re 18,2 perc alatt.
- Szárnyterhelés: 400 kg/m2
- Teljesítmény-tömeg arány: 0,11 kW/kg

Fegyverzet:
- Gépágyúk: 10 × 23 mm-es Nudelman-Szuranov NSZ-23 repülőgépágyú, két ágyú a négy lövegtoronyban és két ágyú a faroklövegben.
- Drónok: 2 × KSZ–1 Kometa távolsági robotrepülőgép (csak Tu–4K; ezek a hajó elleni rakéták egy kicsinyített MiG–15-re hasonlítottak).
- Bombák: 6 × 1 000 kg-os bomba vagy 1 x RDSZ–1, RDSZ–3 vagy RDSZ–5 fissziós atombomba (csak Tu–4A).[18]

## Fordítás
- Ez a szócikk részben vagy egészben  a   Tupolev Tu-4 című angol Wikipédia-szócikk ezen változatának fordításán alapul.  Az eredeti cikk szerkesztőit annak laptörténete sorolja fel. Ez a jelzés csupán a megfogalmazás eredetét és a szerzői jogokat jelzi, nem szolgál a cikkben szereplő információk forrásmegjelöléseként.